# Santa Cruz de Barahona
Santa Cruz de Barahona (eller Barahona kort och gott) är en kommun och ort sydvästra Dominikanska republiken och är belägen vid kusten mot Karibiska havet. Den är administrativ huvudort för provinsen Barahona. Antalet invånare i kommunen är cirka 84 000. Vid folkräkningen 2010 bodde 61 368 invånare i centralorten.